# Denis Haruț
Denis Grațian Haruț (sinh ngày 25 tháng 2 năm 1999) là một cầu thủ bóng đá người România thi đấu ở vị trí hậu vệ phải cho Poli Timișoara. Anh có màn ra mắt cho câu lạc bộ mùa giải 2016-17, tại bán kết Cúp bóng đá România ., cũng như chung kết Cúp Liên đoàn .
Trận đấu đầu tiên của anh tại Liga 1 là trước đối thủ FCSB.